# Arthur John Strutt
Arthur John Strutt (Chelmsford, 12 giugno 1818 – Roma, 1888) è stato un pittore, incisore, viaggiatore, scrittore ed archeologo inglese.

## Biografia

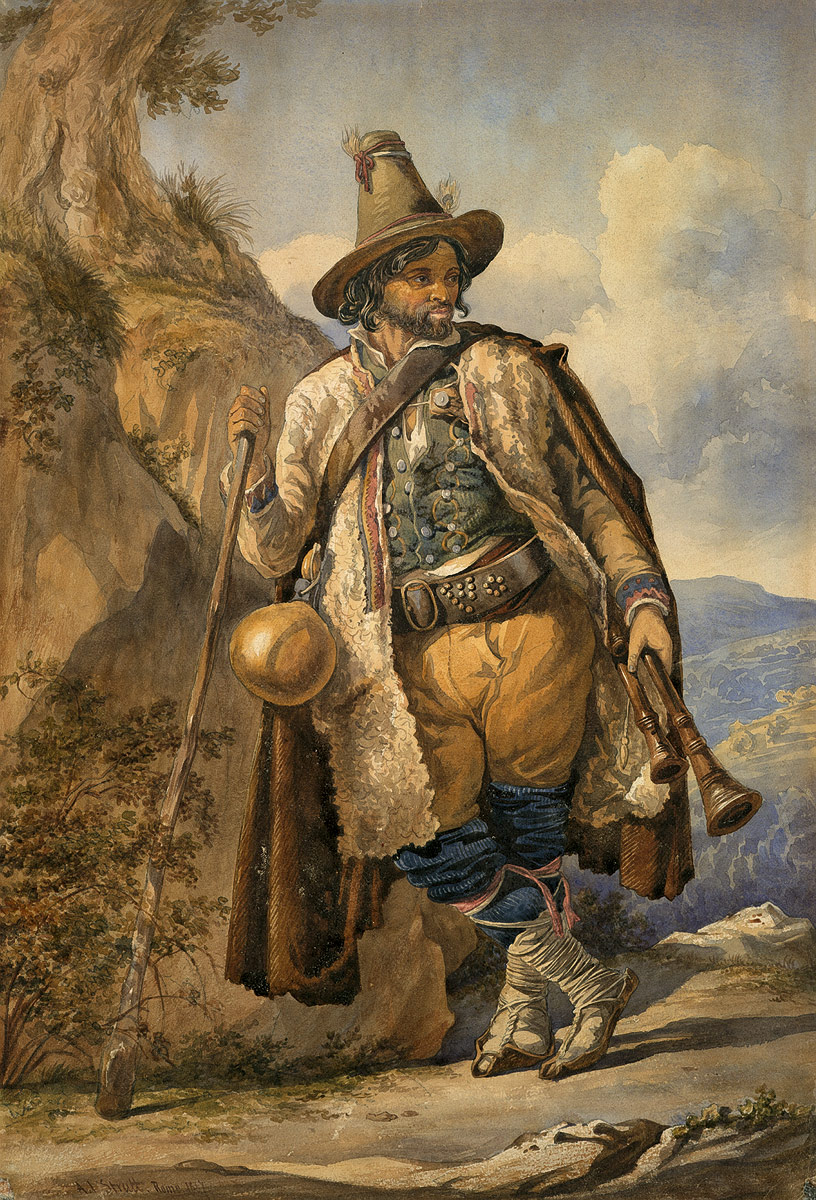
Pifferaio nella campagna romana, opera di Arthur John Strutt (disegno e tempera, 1847)

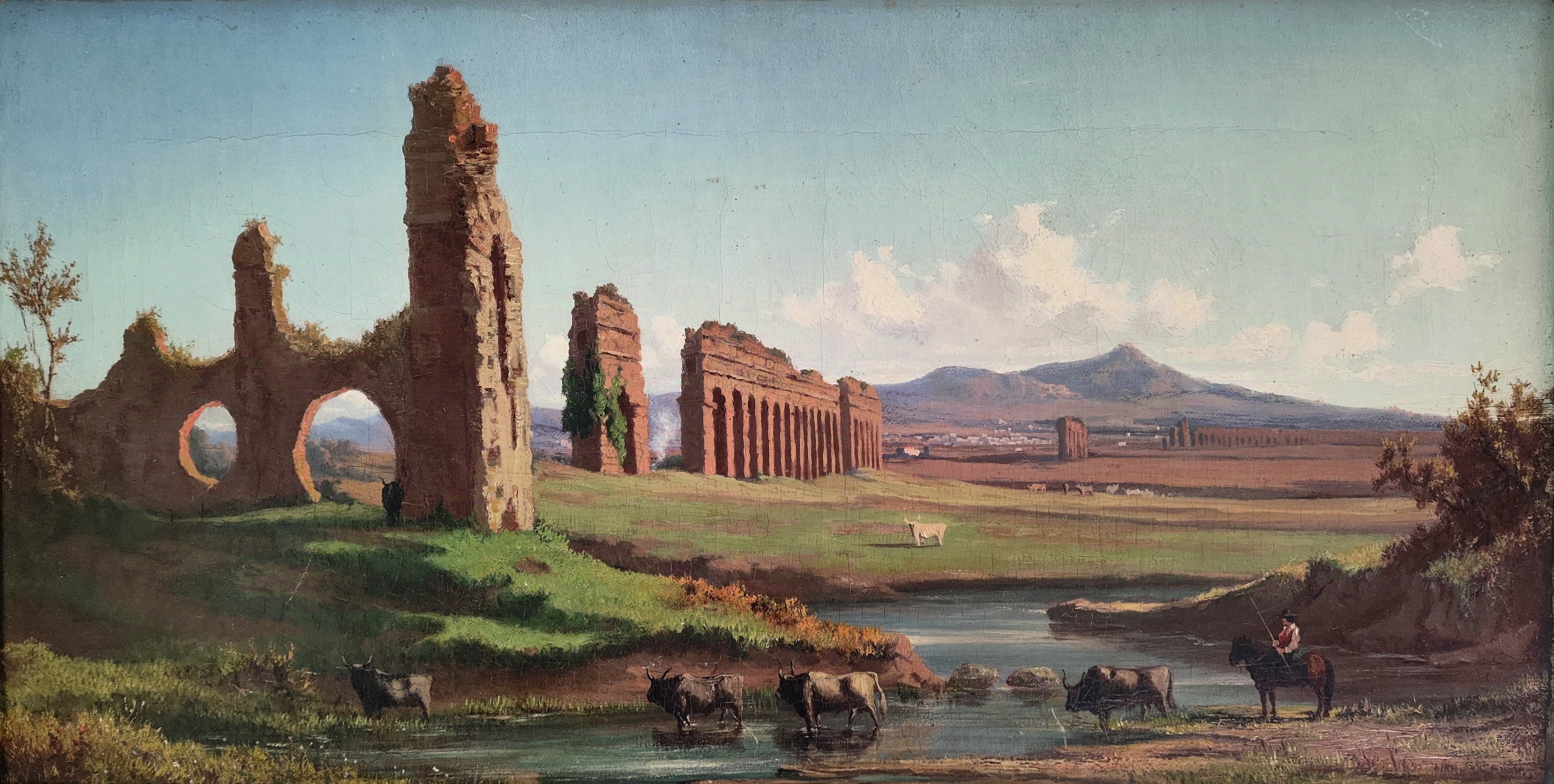
Acquedotto Claudio - Arthur John Strutt (olio su tela, 1850)

Figlio del pittore paesaggista Jacob George Strutt (1790-1864), del quale fu allievo, girovagò attraverso la Francia e la Svizzera in compagnia del padre, prima di giungere entrambi in Italia nel 1831, per stabilirsi a Roma.
Rimase per il resto della sua vita in Italia, interessandosi soprattutto agli aspetti "pittoreschi", in particolare a quelli della Campagna romana, rivolgendo la sua attenzione, in modo specifico, ai paesaggi e ai costumi degli abitanti. Nel 1838 intraprese un viaggio a piedi verso il sud dell'Italia (allora Regno delle Due Sicilie, in compagnia dell'amico William Jackson, partendo da Porta San Giovanni (Roma) il 30 aprile e giungendo a Palermo il 15 dicembre, dopo aver attraversato la Campania e la Calabria. Le sue osservazioni furono raccolte in un libro, "A pedestrian tour in Calabria & Sicily" (Un viaggio a piedi in Calabria e in Sicilia) che ebbe un notevole successo, soprattutto nei paesi anglosassoni, ed è considerato ancor oggi un documento molto importante per comprendere la società del Regno delle Due Sicilie nel periodo pre-unitario.
Per suo volere, la famiglia costruì una tomba gentilizia al cimitero protestante di Roma al Testaccio.

## Opere
Si ha notizia di alcune sue opere:
- The Grotto of Egeria near Rome, esposto alla Royal Academy di Londra nel 1855;
- Appuntamento di caccia della società romana alla tomba di Cecilia Metella sulla Via Appia, tela 1,037x0,91 m., di una collezione privata a Oxford, in cui potrebbe essere ritratto Lord Chesterfield
- Un gruppo omogeneo di sei acquerelli a sua firma, con scene di genere, scoperti da Emilia Zinzi nella collezione di Natale Zerbi-Bosurgi di Taurianova.

### Scritti
- (EN)  Arthur John Strutt, A pedestrian tour in Calabria & Sicily. London, Newby, 1842
- Arthur John Strutt, Calabria Sicilia 1840. Guido Puccio (a cura di), Napoli, Edizioni scientifiche italiane, 1970.